# Тото в Мадриде
«Тото в Мадриде» (Toto, Eva e il pennello proibito с итал. — «Тото, Ева и запретная кисть») — итальянский комедийный фильм 1959 года, поставленный режиссёром Стено по сценарию Витторио Меца.

## Сюжет
Едва выйдя из тюрьмы, Рауль Ла Спада замышляет новую аферу. Римский художник Тото Скорчеллетти должен написать копию с картины Гойя, а мошенник Рауль собирается выдать подделку за оригинал и продать полотно некой американке, коллекционирующей произведения искусства.
Для пущей правдоподобности Ла Спада с помощью своей подружки Евы устраивает дело так, что «неизвестный шедевр» обнаруживает в тайнике дома великого художника не кто иной, как профессор Франсиско Монтьель — эксперт по испанской живописи.

## В ролях
| Актёр        | Роль                                                         |
| ------------ | ------------------------------------------------------------ |
| Тото         | Тото Скорчеллетти                                            |
| Луи де Фюнес | профессор Франсиско Монтьель (эксперт по испанской живописи) |
| Абби Лэйн    | Ева                                                          |